# Fokker Spin

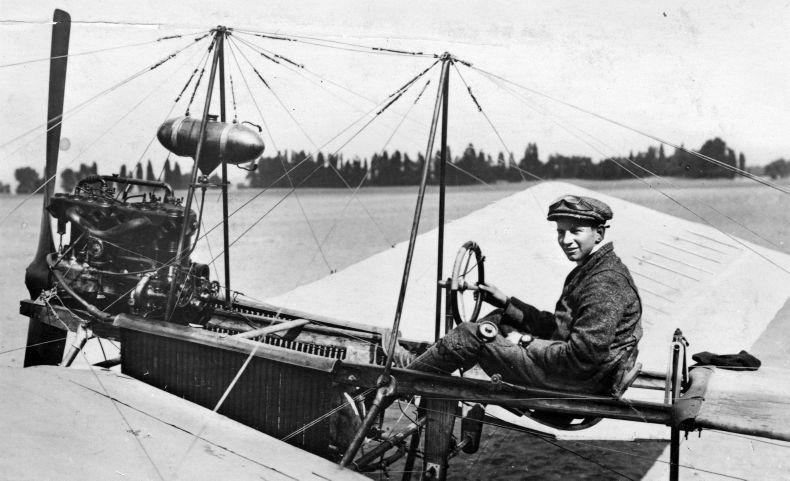
Антон Фоккер, перший політ Spin I

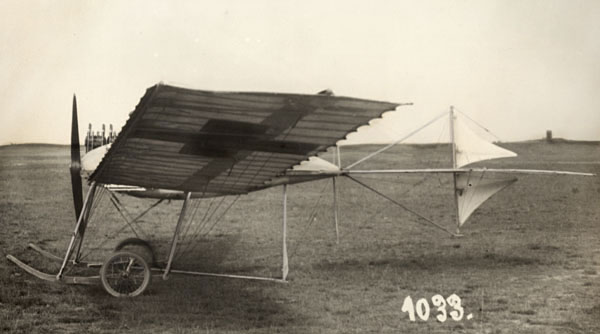
Spin III

Fokker Spin — перші літаки Антона Фоккера. Збудовані в Німеччині в 1910—1913 роках.
Перший літак Spin I був побудований в 1910 році в співпраці з Джейкобом Ґодекером та бізнес-партнером Францем фон Баумом. Літак був завершений у грудні. На цьому літаку бів виконаний один політ на відстань близько 100 метрів, при спробі виконати другий політ літак розбився при зльоті об дерево. За штурвалом перебував Франц фон Баум, який в подальшому покинув компанію.
Наступний літак, Spin II, був збудований з використанням вцілілого двигуна та окремих деталей першого і як його копія. На ньому Антон Фоккер навчився літати і отримав ліцензію пілота. Цей літак в травні 1911 року також був розбитий.
Літак Spin III виконав перший політ 31 серпня 1911 в Гарлемі (Нідерланди). З 1912-го по 1913-й рік було побудовано 25 таких літаків, в тому числі двомісних та з подвійним управлінням, ці літаки використовувались в льотній школі для навчання німецьких пілотів.
Один з останніх побудованих в 1913 році літаків Spin III після Першої світової війни лишився в Нідерландах. Він був недоукомплектований, але на початку 29-х років відновлений з частин, які були доступні. Під час Другої світової війни цей літак як військовий трофей був перевезений німцями в музей у Берліні. Після війни літак був переданий Польщі, а в 1986 році повернувся в Нідерланди і був відновлений.
Другий екземпляр, побудований в 1936 році з нагоди 25-ї річниці першого польоту був збережений співробітниками Fokker Aircraft Company. Обидва літаки знаходяться в музей авіації в місті Лелістад.

## Конструктивна схема
Конструктивна схема літаків Spin виявилась вдалою, надалі отримала назву «Схема Фоккера» і в подальшому використовувалась багатьма конструкторами. Каркас літака складався з двох сталевих труб, крила були виконані з дерев'яних рейок і обтягнуті тканиною. Профіль крил та хвоста формувалися бамбуковими ребрами. Хвіст та шасі також були зроблені з сталевих труб. Жорсткість конструкції забезпечувалась розтяжками з сталевого дроту.
На літаку використовувався 4-циліндровий двигун «Argus» з водяним охолодженням, радіатори охолодження розміщувались з боків корпусу. Пізніше літаки були обладнані каркасним обтічним корпусом.

## Технічні дані
- Розмах крил: 13.60 м.
- Довжина літака: 8.00 м.
- Висота літака: 2.10 м.
- Масса максимальна: 995 кг.
- Двигун: Argus, 1 х 60 к.с.
- Максимальна швидкість: 115 км/год
- Крейсерська швидкість: 95 км/год
- Екіпаж: 2